# Liopropomatinae
Liopropomatinae is een onderfamilie van zeebaarzen (Serranidae) die uit meerdere geslachten bestaat.

## Lijst van geslachten
- Bathyanthias
- Jeboehlkia
- Liopropoma Gill, 1861
- Rainfordia